# 池田藤八郎
池田 藤八郎（いけだ とうはちろう、1863年2月11日（文久2年12月23日） - 1911年（明治44年）7月7日）は、明治時代の政治家、銀行家。衆議院議員（1期）。山形県飽海郡酒田町長。幼名は辰三郎、別名に光礼。

## 経歴
本間光貞の二男として出羽鶴岡藩領飽海郡、のちの酒井新田村天王下（山形県飽海郡西荒瀬村を経て現酒田市）に生まれる。1879年（明治12年）上京し同人社に入り碩学中村敬宇のもとで漢学や英学を修めたのち帰郷する。1882年（明治15年）飽海郡の中学校教員となり、1885年（明治18年）24歳の時、酒田本町の池田家の養子に入り名を藤八郎に改めた。1889年（明治22年）酒田町会議員に当選し、酒田町長、飽海郡会議員、同議長を経て、1902年（明治35年）山形県会議員に当選する。この間、出羽銀行頭取、酒田奉公義会理事、酒田築港同盟会長などを務めたほか、酒田高等女学校（現山形県立酒田西高等学校）の県移管、鉄道敷設、授産事業、町営電気事業、酒田幼稚園設立などに尽瘁した。荘内銀行、酒田倉庫、酒田織物各取締役なども歴任した。
1908年（明治41年）5月の第10回衆議院議員総選挙では山形県郡部から出馬し当選。憲政会、有恒会系の有力議員として活躍するが在任中に死去した。墓所は酒田本慶寺、墓碑銘は犬養毅の書。1935年（昭和10年）酒田市役所前に銅像が建てられたが、太平洋戦争中に金属供出された。

## 親族
- 兄：本間光義（衆議院議員）
- 長男：池田藤弥（出羽銀行頭取）[5]
- 叔父：本間耕曹（衆議院議員）